# سانی کولبرلی
سانی کولبرلی (ایتالیایی: Sonny Colbrelli؛ زادهٔ ۱۷ مهٔ ۱۹۹۰) دوچرخه‌سوار اهل ایتالیا است.
از باشگاه‌هایی که در آن رکاب زده‌است می‌توان به باردیانی–سی‌اس‌اف، و باردیانی–سی‌اس‌اف، و باردیانی–سی‌اس‌اف، و تیم دوچرخه‌سواری بحرین–مریدا اشاره کرد.